# Malaxis molotensis
Malaxis molotensis är en orkidéart som beskrevs av Gerardo A. Salazar och De Santiago. Malaxis molotensis ingår i släktet knottblomstersläktet, och familjen orkidéer. Inga underarter finns listade i Catalogue of Life.